# دومنیک رینس
دومنیک رینس (انگلیسی: Dominic Rains؛ زادهٔ ۱ مارس ۱۹۸۲) یک هنرپیشه اهل ایران است. نام اصلی او امین ناظم‌زاده می‌باشد. وی از سال ۲۰۰۳ میلادی تاکنون مشغول فعالیت بوده‌است. شهرت او بیشتر به خاطر بازی در فیلم دختری در شب تنها به خانه می‌رود و بیمارستان شیکاگو( Chicago med )می‌باشد.

## زندگی
رینس در تاریخ ۱ مارس ۱۹۸۲ در تهران به دنیا آمد . او در سن کودکی به همراه خانواده‌اش ابتدا به لندن، سپس به شهر دالاس ایالت تکزاس مهاجرت کرد. برادر بزرگتر او به نام اتان رینز نیز هنرپیشه است. رینس علاوه بر هنرپیشگی در تئاتر نیز فعالیت دارد.